# Списък на римските военачалници
Списъкът на римските военачалници съдържа всички познати по име римски военачалници – военачалници (magister militum) през късната древност.

## Римска империя
- 383-385/8: Флавий Бавтон (Flavius Bauto), magister militum при Валентиниан II (Valentinian II)[1]
- 385/8-394: Арбогаст (Arbogast), magister militum при Валентиниан II (Valentinian II) и Евгений (Eugenius) [2]
- 421–432: Флавий Гауденций (Flavius Gaudentius)
- 383–388: Андрагаций (Andragathius) [3]
- 394-408: Стилихон
- 409: Аларих I
- 410: Флавий Констанций, при Флавий Хонорий
- 433–454: Аеций (Flavius Aetius)
- 455: Авит (Avitus)
- 455–472: Рицимер (Ricimer)
- 456: Ремист (Remistus)
- 460: Аспар, при Лъв I
- 464: Флавий Рустиций, per Thracias
- 472–473: Гундобад (Gundobad)
- 475–476: Флавий Орест (Flavius Orestes)
- ? – 480: Овида (Ovida)

### НаГалияper Gallias
- 352–355: Клавдий Силван (Claudius Silvanus)
- 362–364: Флавий Йовин (Flavius Iovinus), magister equitum при Юлиан (Julian) и Йовиан (Jovian)[4]
- 410–421: Констанций III (Constantius III)
- 425–433: Аеций (Flavius Aetius)
- 452–456: Агрипин (Agrippinus)
- 456–465: Егидий (Aegidius)
- 461/462: Агрипин (Agrippinus)
- 465–486: Сиагрий (Syagrius)

### наИлирияper Praetorian prefecture of Illyricum
- ?-350: Ветранион (Vetranio), magister peditum при Констант (Constans)[5]
- 361: Флавий Иовин (Flavius Iovinus), magister equitum при Юлиан[6]
- 365–375: Флавий Еквиций (Flavius Equitius), magister utriusquae militiae при Валентиниан I[7]
- 457?–468: Марцелин (Marcellinus)
- 468–474: Юлий Непот (Julius Nepos)
- 477–479: Хунулф (Hunulf; Onoulphus)
- 479–481: Сабиниан Магн (Sabinianus Magnus)
- 530–536: Мунд (Mundus)

### на Изтокper Praetorian prefecture Orientem
- ca. 347:Флавий Евсебий (Flavius Eusebius), magister utriusquae militiae[8]
- 349–359: Урсицин (Ursicinus), magister equitum при Констанций II[9]
- 359–360: Сабиниан (Sabinianus), magister equitum при Констанций II[10]
- 363–367: Флавий Лупицин (Flavius Lupicinus), magister equitum при Йовиан и Валенс[11]
- 371–378: Юлий (Iulius), magister equitum et Peditum при Валенс[12]
- 383: Рикомер (Flavius Richomeres), magister equitum et peditum[13]
- 383–388: Елебих (Ellebichus), magister equitum et peditum[14]
- 392: Евтерий (Eutherius), magister equitum et peditum[15]
- 393–396: Адей (Addaeus), magister equitum et peditum[16]
- 395/400: Фравита (Fravitta)
- 433–446: Анатолий (Anatolius)
- 447–451: Зенон (Zeno, консул 448 г.)
- 460s: Аспар (Flavius Ardabur Aspar)
- -469: Йордан (Iordanes; консул 470 г.)
- 469–471: Зенон (imp. Zeno)
- 483–498: Йоан Скита (Ioannes Scytha)
- c.503–505: Ареобинд Дагалайф Ареобинд (Areobindus Dagalaiphus Areobindus)
- 505–506: Фаресман (Pharesmanes)
- ?516-?518: Хипаций (Hypatius)
- ?518–529: Диогениан (Diogenianus)
- 520-525/526: Хипаций (Hypatius)
- 527: Либеларий (Libelarius)
- 527–529: Хипаций (Hypatius)
- 529–531: Велизарий (Belisarius)
- 531: Мунд (Mundus)
- 532–533: Велизарий (Belisarius)
- 540: Бузет (Buzes)
- 542: Велизарий (Belisarius)
- 543–544: Мартин (Martinus)
- 549–551: Велизарий (Belisarius)
- 555: Амантий (Amantius)
- 556: Валериан (Valerianus)
- 569: Земарх (Zemarchus)
- 572–573: Маркиан (Marcianus, племенник на Юстин II)
- 573: Теодор (Theodorus)
- 574: Евсебий (Eusebius)
- 574/574-577: Юстиниан (Justinian, генерал)
- 577–582: Маврикий (imp. Maurice)
- 582–583: Йоан Мистакон (John Mystacon)
- 584-587/588: Филипик (Philippicus)
- 588: Приск (Priscus)
- 588–589: Филипик (Philippicus)
- 589–591: Коментиол (Comentiolus)
- 591–603: Нарсес (Narses), при имп. Маврикий
- 603-604 Герман (Germanus) при имп. Фока
- 604-605 Леонтий (Leontius) при имп. Фока
- 605-610 Доментциол (Domentziolus)

### наТракияper Thracias
- 377–378: Флавий Сатурнин (Flavius Saturninus), magister equitum при Валенс[17]
- 377–378: Траян, (Traianus) magister peditum при Валенс[18]
- 378: Себастиан, magister peditum (Sebastianus) при Валенс[19]
- 380–383: Флавий Сатурнин (Flavius Saturninus), magister peditum при Теодосий I[20]
- 392–393: Флавий Стилихон (Flavius Stilicho), magister equitum et peditum[21]
- 412–414: Флавий Констант (Constans, консул 414 г.)
- 441: Йоан вандала (Ioannes the Vandal), magister utriusque militiae[22]
- 468–474: Армат (Armatus)
- 474: Хераклий от Едеса (Heraclius of Edessa)

### in praesenti
- 347: Бонос (Flavius Bonosus), magister militum, magister equitum при Констанций II
- 351–361: Арбицион (Flavius Arbitio), magister equitum при Констанций II [23]
- 361–363: Невита (Flavius Nevitta), magister equitum при Юлиан[24]
- 363–379: Виктор (Victor), magister equitum при Валенс[25]
- 366–378: Флавий Аринтей (Flavius Arinthaeus), magister peditum при Валенс [26]
- 364–369: Флавий Иовин (Flavius Iovinus), magister equitum при Валентиниан I [27]
- 364–366: Дагалайф (Dagalaifus), magister peditum при Валентиниан I [28]
- 367–372: Север (Severus) magister peditum при Валентиниан I [29]
- 369–373: Флавий Теодосий (Flavius Theodosius), magister equitum при Валентиниан I [30]
- 375–388: Меробавд (Merobaudes), magister peditum при Валентиниан I, Грациан и Магн Максим [31]
- 388-395: Флавий Тимасий (Timasius)
- 394–408: Стилихон (Flavius Stilicho), magister equitum et peditum [32]
- 400: Фравита (Fravitta)
- 409: Варан (Varanes) и Арсаций (Arsacius) [33]
- 415: Саприций
- 419-: Плинта (Plinta)
- 443–451: Аполоний (Apollonius)
- 450–451: Анатолий (Anatolius)
- 471/474: Маркиан (узурпатор)
- 473: Теодорих Страбон
- 475/476: Теодорих Страбон
- 475-477/478: Армат (Armatus)
- 476/477-478: Теодорих Велики
- 478-479: Теодорих Страбон
- 479-482: Трокунд
- 483-487: Теодорих Велики
- 485-: Лонгин (Longinus)
- 492–499: Флавий Йоан (John the Hunchback)
- 500-518: Патриций
- 520-527: Юстиниан I
- 546–548: Артабан (Artabanes)
- 585-?: Коментиол (Comentiolus)

### на Африка (per Africam)

#### Западната Римска империя(Диоцез на Африка)
- 373–375: Флавий Теодосий (Flavius Theodosius), magister equitum [34]
- 386–398: Гилдон (Gildo), magister equitum et peditum[35]

#### Източната Римска империя(Преторианска префектура на Африка)
- 534–536: Соломон (Solomon)
- 536–539: Герман (Germanus), братовчед на Юстиниан I
- 539–544: Соломон (Solomon)
- 544–546: Сергий (Sergius)
- 545–546: Ареобинд (Areobindus)
- 546: Артабан (Artabanes)
- 546–552: Йоан Троглита (Johannes Troglita)
- 578–590: Генадий (Gennadius)

### Magistri militumвъв Византия и Средна Италия

#### Венеция
- 717-726: Марчело Тегалиано (Marcellus; Marcello Tegalliano)
- 737: Доменико Леон при Лъв III
- 738: Феличе Корникола при Лъв III
- 739: Диодато Ипато при Лъв III
- 742: Джовани Фабричиако (Ioannes Fabriacius; Giovanni Fabriciaco) при Лъв III
- 764–787: Маурицио Галбайо (Maurizio Galbaio; Mauricius Galba) при Лъв IV